# Droit de licence des débits de boissons
Lire en ligne

Lire sur Légifrance

Le droit de licence des débits de boissons est un impôt indirect obligatoire perçu au profit des communes françaises créé en 1941 et supprimé en 2002.

## Historique
Le droit de licence des débits de boissons voit le jour en 1941 sous le régime de Vichy,.
La taxe était prévue par les articles 162 et 1568 du Code général des impôts,.
Le produit de la licence était collecté par la direction générale des douanes et droits indirects (DGDDI) pour le compte des communes.
En 2002, la taxe est supprimée,. La licence demeure obligatoire ainsi que le permis d'exploitation.

## Caractéristiques

### Redevables
Les débitants de boissons (cafés, restaurants et les vendeurs de boissons à emporter) étaient redevables du droit sur les débits de boissons. Le droit annuel variait selon la nature de l'établissement, de la taille de la commune et de la nature de la licence. 284 000 débitants de boissons devaient s'acquitter de ce droit.

### Bénéficiaires
Les communes n'ont pas de délibération à prendre pour l'instituer, mais le conseil municipal doit fixer par délibération le tarif annuel du droit de licence entre le minimum et le maximum autorisé. En l'absence de délibération du conseil municipal, le tarif minimal s'applique.

### Rendement
Avant sa suppression, la taxe rapportait 23 millions d'euros.
Le droit de licence a été supprimé en raison de son coût de recouvrement jugé trop élevé. Le ministère des Finances a estimé à 300 équivalents temps plein, le nombre de personnels nécessaires à ce prélèvement.